# Тіцьєркстерадел
Тіцьєркстерадел (нід. Tietjerksteradeel, фриз. Tytsjerksteradiel) — громада в провінції Фрисландія (Нідерланди).

## Географія
Територія громади займає 161,41 км², з яких 148,86 км² — суша і 12,55 км² — водна поверхня. Станом на лютий 2020 року у громаді мешкає 32 069 особи.

## Населені пункти муніципалітету
Міста
- Бюргюм

Села
- Алдтсьєрк
- Бартлегім (частково)
- Вінс
- Гаріп
- Гітсьєрк
- Гюрдегаріп
- Еарневалд
- Еастермар
- Їстрюм
- Молененд
- Ноардбюргюм
- Ріптсьєрк
- Сювалд
- Сюмар
- Тітсьєрк
- Унтсьєрк
- Феанвалдстервал (частково)

Селища
- Алтенбюрх
- Де-Юре
- Гітсьєркстергуке
- Ініагейде
- Іт-Вітфеан
- Іт-Гехсан
- Кейкгорне (частково)
- Кватребрас
- Літсе-Геаст
- Ноардермар
- Сангюзен
- Свартевейсейн
- Сігерсвалд
- Схейленбург
- Сюмаррегейде
- Тергрефт (частково)

## Визначні мешканці
- Піт Боуман (1892 – 1980) —  нідерландський футболіст
- Даутцен Крус (нар. 1985) — нідерландська кіноакторка, супермодель[4]

## Галерея

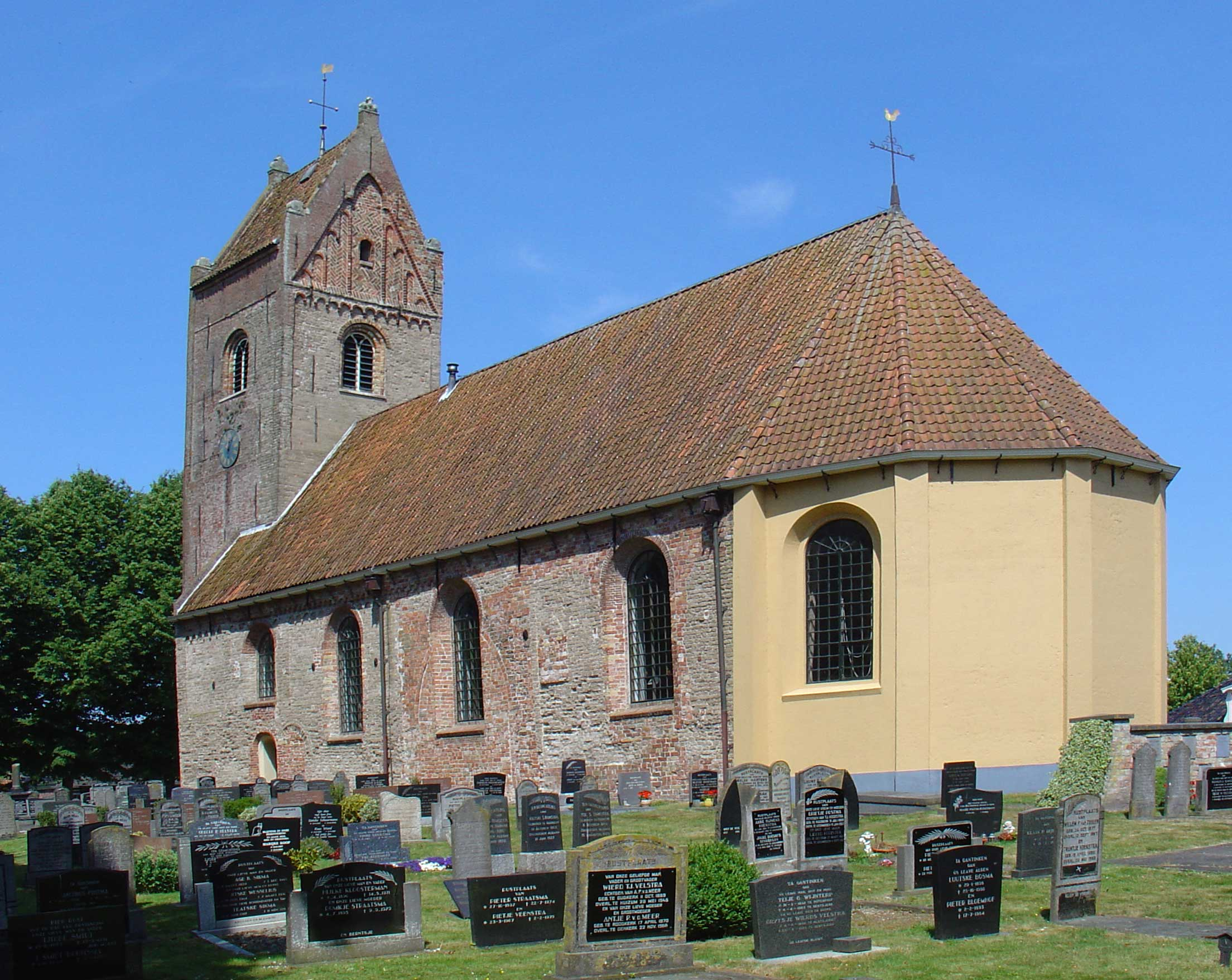
Церква в Алдтсьєрку (12-те сторіччя)
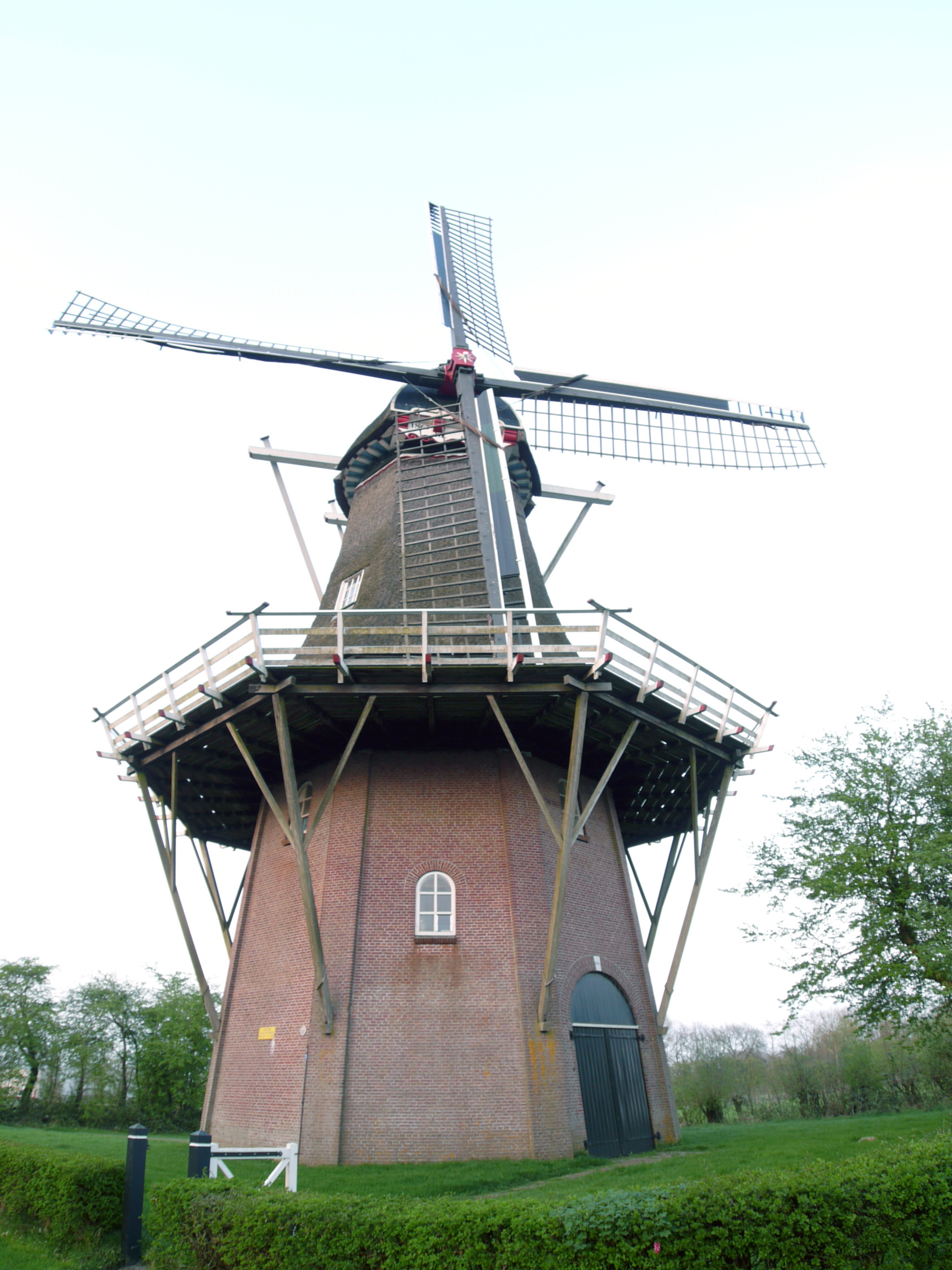
Вітряк ‘De Hoop’ в Сюмарі, збудований 1882 року
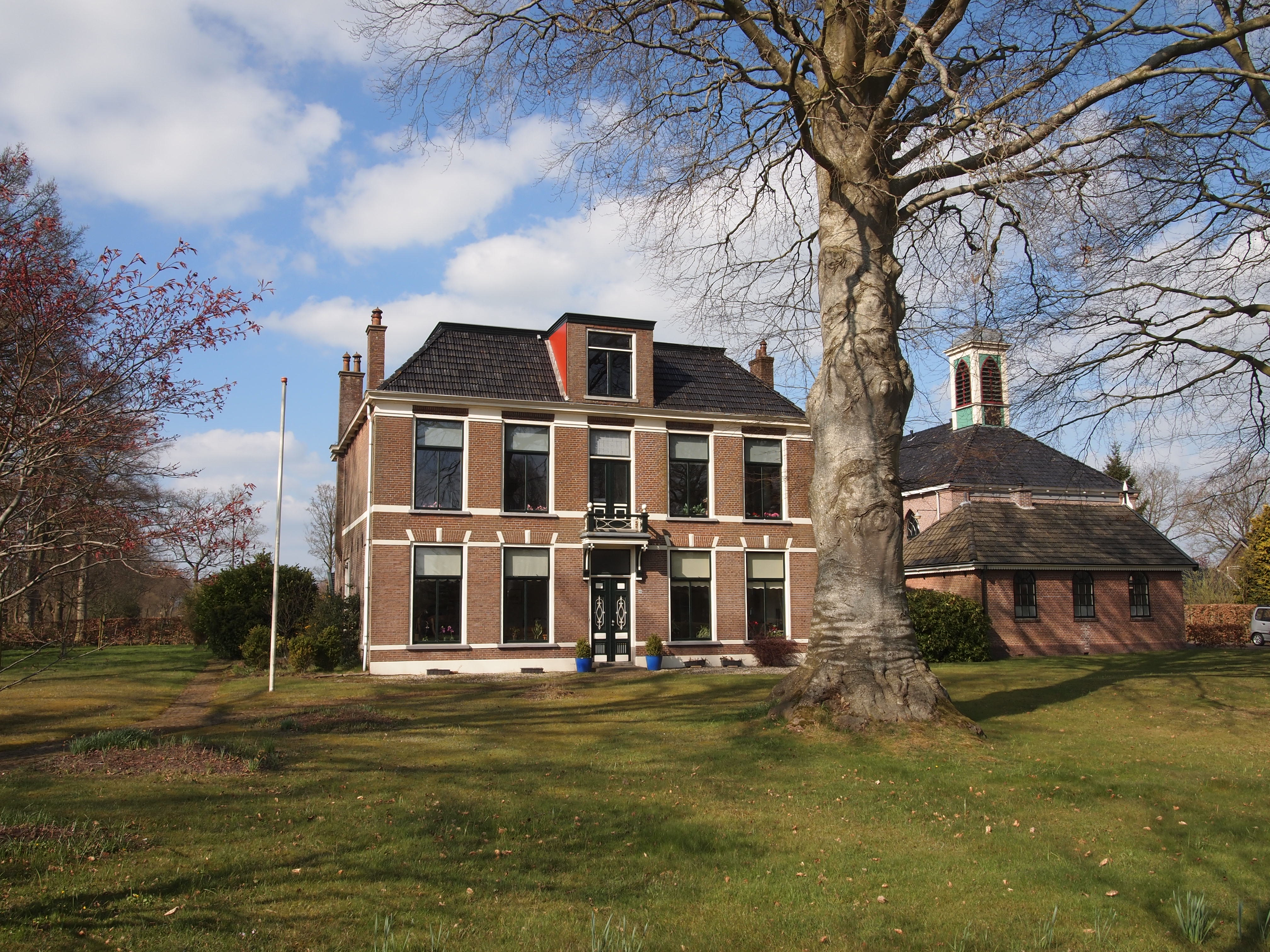
Церква в Ноардермарі